# Liste des sketchs de la minute de Kad et Olivier
Cette page va vous permettre de savoir tous les sketchs de La minute de Kad et Olivier diffusé sur Canal+ pendant la saison 2002/2003.

## Les sketchs
- Kamoulox : René Grincheux / Etienne Mlé
- Les chanteurs : Manitas de la Bitas
- Chagrin et jalousie : Bécanic
- Toilet zone  1
- Kamoulox : Didier Ta Gueule / Raoul Multiprise
- Les frères Silver : le sablier
- Bande-annonce : c’est pas ce que vous croivez
- Renkontres : le communicateur avec les cadavres
- Sergent Pepper : Superman
- Kamoulox : Herbert Mollard / Steve Nathalie
- Chagrin et jalousie : le bronzage
- Renkontres : la vulgarose aiguë
- Toilet zone 2
- Les frères Silver : le porte-manteau
- Kamoulox : Dominique Quéquette / Didier
- Sergent Pepper : Steve Austin
- Renkontres : la réincarnation
- Les chanteurs : Robert De Nirgall – David Sancowl
- Kamoulox : Bertrand Collardo / Gilles Vièse
- Toilet zone 3
- Les frères Silver : la chanson de Bernard Lavilliers
- Chagrin et jalousie : le boomerang
- Kamoulox : Sylvain Tournevis / Bertrand Plastique
- Renkontres : le casse couille
- Toilet zone 4
- Kamoulox : Théo J’uis là / Sam Glacière
- Toilet zone 5
- Renkontres : le cul dans le dos
- Sergent Pepper : Inspecteur Derrick
- Les chanteurs : Jean-Michel Fotdefrape – Nulengéo – Dégueu – Gastro
- Kamoulox : François Chemise / Vincent Journal
- Renkontres : le coiffeur le plus rapide du monde
- Toilet zone 6
- Bande-annonce : Trahison humide
- Kamoulox : Germain Sumo / Noël Java
- Les frères Silver : la boule de bowling
- Chagrin et jalousie : la soirée Nasa-Cocotier
- Toilet zone 7
- Les chanteurs : Toto, la bière et la saucisse
- Kamoulox : Gaspard Riad / Francis Moince
- Chagrin et jalousie : la magie
- Les frères Silver : la raquette de tennis
- Toilet zone 8
- Renkontres : le kinésiste-hypnotiseur-médium
- Sergent Pepper : Pépito
- Kamoulox : Nervieux Tanzien / Paul Ceptivon
- Le cinéma, c’est sympa : le bruit des coups de feu
- Les chanteurs : Amoitié – Mangemicro – Chantepa – Malsapé
- Renkontres : l’homme très visible
- Kamoulox : Michel Colune / Gérald Guillermo
- Chagrin et jalousie : la voiture
- Kamoulox : Bernard Yverna / Philippe Yverna
- Toilet zone 9
- Renkontres : surveillé par des poules
- Kamoulox : Kamel Pilosité / Hector Roulade
- Les chanteurs : Jean-Michel Lafin – Torché – Emeléavions – Apeupré
- Sergent Pepper : Céline Dion
- Toilet zone 10
- Renkontres : la Cépadanybrillantlabatorose
- Les frères Silver : le tire-bouchon
- Kamoulox : Gaël Enduit / Michel Brun
- Bande-annonce : Incompréhensible
- Les chanteurs : Jean-Michel Sature – Contraire – Petitanonsse – Voidechiote
- Kamoulox : Bruno Chouquette / Jules Klakonne
- Toilet zone 11
- Les frères Silver : les gants de boxe
- Kamoulox : Damien Nigaut / Jean-François Colissimo
- Chagrin et jalousie : l’école
- Renkontres : le champion du monde de calcul
- Kamoulox : Gilou / Hervé Morille
- Toilet zone 12
- Les frères Silver : le papier essuie-tout
- Sergent Pepper : Britney Spears
- Kamoulox : Sacha Félicis / Renaud Quatorze
- Toilet zone 13
- Renkontres : le vélo ne l’aime plus
- Kamoulox : Yvon Dédécartespostalesetaussidescrayons / Daniel Yoyo
- Les frères Silver : le poulet cru
- Les chanteurs : Jean-Michel Cafard – Avou – Padcinture
- Chagrin et jalousie : la valise RTL
- Kamoulox : Laurent Sirtaki / Lilian Ricola
- Toilet zone 14
- Renkontres : l’araknoplasticien
- Sergent Pepper : l’homme de l’Atlandide
- Kamoulox : Laurent Bulot / Jérôme
- Les chanteurs : Billy Crawford – Lorie – Garou/Céline Dion – Renaud/Axelle Red